# Vac
Vac (em sânscrito:  वाच्, vāc ), uma deusa védica, é uma forma personificada de fala. Ela entra nos poetas e visionários inspirados, dá expressão e energia àqueles que ama; é chamada de "mãe dos Vedas", e consorte de Indra no Aitareya Aranyaka. Em outras obras, como no Padma Purana, ela é declarada esposa de Visão (Kashyapa), mãe das emoções e amiga dos músicos (Gandharva).[carece de fontes?]
Ela é identificada com a deusa Sarasvati na literatura védica posterior e nos textos pós-védicos das tradições hindus. Sarasvati permaneceu uma divindade significativa e reverenciada no hinduísmo.